# Vallda säteri
Vallda säteri var ett tidigare säteri beläget 300 meter nordost om Vallda kyrka i Vallda socken, Kungsbacka kommun.
Delar av den nuvarande mangårdsbyggnadens undervåning är sannolikt uppförd under sent 1500-tal. En karta från 1692 visar att gårdsplanen ursprungligen varit kringbyggd. Från ett laga skifte 1843 finns finns en beskrivning mangårdsbyggnaden som ett boningshus av timmer under tegel på brädor, brädfodrat och rödmålat på ena samt gulmålat med oljefärg på andra sidan. Det framkommer också att vinkelutbyggnaden på mangårdsbyggnadens baksida redan då fanns tillsammans med en del bodar. Ekonomibyggnaderna i korsvirkesteknik hade halmtak. På 1850-talet ändrades mangårdsbyggnaden och samtidigt uppfördes flygelbyggnaderna, samt inhägnades gårdsplanen, trädgården och parken med en stenmur. En vindflöjel på den ena flygelns tak har inskriptionen 1853. 
En omfattande modernisering utfördes under åren 1917-18, efter det att bankdirektör Karl Westin förvärvat säteriet. Byggnaden försågs med el, rinnande vatten, centralvärme och de två vindskuporna på husets framsida, som ersatte befintliga fönster i takfallet. Han lät även uppföra byggnad för statare.
Mycket är bevarat i mangårdsbyggnaden. Interiörens bemålade takbjälkar och väggpartier kan härstamma från 1500-talet eller tidigare. Husets höga golvlister anses vara från 1700-talet. Dörrar med olika ramverksindelning, smidesbeslag och lås, samt kakelugnar finns bevarade från flera tidsepoker, vissa från 1600-talet.
Gårdsplan, trädgård och park, inramade av höga träd och kraftiga stenmurar, utgör en sammanhållen helhet. I öster finns en allé. Det gamla trädgårdsområdet norr om gården är bevuxet med lövskog och hävdas inte.

## Historia
Godset har anor från 1500-talet och var då så vitt känt ett kronogods. Peder Skrivare skall kort före sin död 1629 ha överlämnat godset till befallningsmannen Peder Larsson.
Den först kände privata ägaren är Johan Malcolm som 1651 genom köp förvärvade godset. Godset beviljades sätesfrihet till Maria Elisabeth Markusdotter, som ärvde godset 1666 efter kamrer Markus Lauritzzon. Hon gifte sig i första äktenskapet med inspektor Mikael Wernle och i andra äktenskapet med burggreve Gerhard Leijoncrantz.
Gerhard Leijoncrantz och Maria Elisabeth Markusdotter till Vallda säteri fick 1671 patronatsrätt som gav kontroll över församlingens inkomster. Godset ärvdes av sonen i förstaäktenskapet, amiral Marcus Wernle och förblev inom släktens ägo till 1724, då den genom äktenskap förvärvades av överste Axel Rutensköld. Han sålde egendomen 1728 till kammarherre Anders Johansson Ehrenpohl. Godset såldes vidare 1750 till superkargör Henrik König och därefter till häradshövding Samuel Brag, som stod som ägare 1818. Godset kom därefter att byta händer ett antal gånger och 1946 kom direktör Oscar Dickson (1875–1950) att stå som ägare.
År 1935 delades egendomen i två separata fastigheter. Flyglarna, ekonomibyggnaderna och jordbruksmarken såldes. År 1957 köptes mangårdshuset och parken av familjen Hansson. Genom en fastighetsreglering 1988 kunde säteriets flygelbyggnader och resterande del av parken överföras till samma fastighet som mangårdshuset.
Vallda kyrkby med välbevarad jordbruksbebyggelse och säteri har ansetts utgöra ett riksintresseområde och är under en kulturmiljöutredning sedan den 7 november 2019.